# OOK
開關鍵控（英語：on-off keying，OOK）表示最簡單形式的幅移鍵控（ASK）調製，其表示存在或不存在載波的數位數據。在其最簡單的形式中，特定持續時間的存在載波表示二進制1，如果不存在則表示二進制0。一些更複雜的方案會改變這些持續時間以傳達更多信息。它類似於單極性編碼線路代碼。
開關鍵控最常用於通過無線電頻率發送摩斯電碼（稱為CW（連續波）操作），但原則上可以使用任何數字編碼方案。例如，在ISM頻段中使用OOK，在計算機之間傳輸數據。
OOK比頻移鍵控更有效，但在使用再生接收器或實現性差的超外差接收器時對噪聲更敏感。 對於給定的資料傳輸速率，BPSK（二進制相移鍵控）信號的帶寬和OOK信號的帶寬相等。
除了RF載波之外，OOK還用於光通信系統（例如IrDA）。
在航空領域，一些可能無人駕駛的機場擁有允許飛行員多次鍵入其VHF無線電以便請求自動終端信息服務廣播或打開跑道燈的設備。